# Buzkokamjanský rajón
Buzkokamjanský rajón (ukrajinsky Кам'янка-Бузький район) byl rajón ve Lvovské oblasti na Ukrajině. Hlavním městem byla Kamjanka-Buzka a rajón měl přibližně 57 tisíc obyvatel. 

## Sídla v rajónu
- Dobrotvir
- Kamjanka-Buzka
- Novyj Jaryčiv
- Zapytiv